# ثمر اسحاق
ثمر اسحاق (انگلیسی: Samar Ishaq؛ زادهٔ ۱ ژانویهٔ ۱۹۸۶) بازیکن فوتبال اهل پاکستان بود.
وی همچنین در تیم‌های ملی فوتبال زیر ۲۳ سال پاکستان و پاکستان بازی کرده است.